# 조현준 (기업인)
조현준(趙顯俊, 1968년 1월 16일 ~ )은 대한민국의 기업인으로 2017년부터 효성그룹 회장이다.

## 생애
1968년 서울특별시에서 태어나 보성중학교, 세인트폴스고등학교, 예일대학교 정치학과, 일본 게이오대학교 법학대학원 등을 졸업했다. 2001년 이희상 동아원그룹 회장의 삼녀 이미경과 결혼하였고 이미경과의 사이에 장녀 조인영, 차녀 조인서, 장남 조재현이 태어났다.
1992년 일본 도쿄의 미쓰비시상사에 신입사원으로 입사해 에너지부와 원유수입부 등에서 근무했다. 1995년 모건스탠리 도쿄지점 법인영업부에서 일했다. 1997년 효성 T&C(현 효성) 경영기획팀 부장으로 입사해 효성 T&C와 효성물산, 효성생활산업, 효성중공업을 합병하는 작업에 관여했다. 2000년 상무, 2001년 전무를 거쳐 2003년 부사장에 올랐다. 2005년 무역PG장, 2007년 섬유PG장 겸 무역PG장(사장), 2011년 섬유∙정보통신PG장 겸 전략본부장(사장)을 역임했고, 2017년 효성그룹 회장으로 취임했다.

## 개인회사 부당 지원 의혹
2018년 4월 3일, 공정거래위원회는 조현준을 사익편취 행위로 검찰에 고발했다. 공정거래위원회는 조회장의 개인 회사인 '갤럭시아 일렉트로닉스(GE)' 로 '효성' 계열사를 이용해 자금 조달을 지원한 행위를 적발했다.
공정거래위원회는 시정명령과 총 30억원의 과징금을 부과하고, 조 회장과 송형진 효성투자개발 대표, 임석주 효성 상무 등을 검찰에 고발했다.
이사건 관련해 검찰은 조현준에게 징역 2년을 구형했다. 2022년 11월10일 대법원 2부는 효성과 계열사들, 갤럭시아일렉트로닉스 GE와 조현준 효성 회장이 공정거래위원회를 상대로 낸 과징금 등 부과 처분 취소 소송 상고심에서 원고의 상고를 기각하고, 원고 패소로 판결한 원심을 확정했다. 공정위는 효성, 효성 투자개발, GE 등에 약 30억 원의 과징금과 시정명령을 내리고, 조 회장에게 다시는 부당지원 행위를 해서는 안 된다는 내용의 시정명령을 내린바 있다.

## 가족 관계
- 할아버지 : 조홍제 (1906년 5월 20일 ~ 1984년 1월 16일) - 전 효성그룹 회장
- 할머니 : 하종옥 (1906년 ~ 1978년)
- 아버지 : 조석래 (1935년 11월 19일 ~ ) - 전 효성그룹 회장
- 어머니 : 송광자 (1946년 ~ ) - 송인상 재무부 장관의 딸
- 배우자 : 이미경
- 동생 : 조현문 (1969년 3월 7일 ~ )
- 동생 : 조현상 (1971년 ~ )
- 숙부 : 조양래
- 사촌 : 조현범

## 참조
1. 1 2 3  “[Who Is ?] 조현준 효성 회장”. 《[Who Is ?] 조현준 효성 회장》. 2018년 11월 2일에 확인함.
2. 1 2  “조현준 회장 취임…기술·소통의 '글로벌 효성' 선포”. 《뉴스핌》. 2018년 11월 2일에 확인함.
3. 1 2  RPM9 (2017년 1월 17일). “조현준 회장 취임 “100년 효성으로 갈 수 있도록 새로운 미래 만들 것” 3가지 목표 제시”. 《RPM9.com - 자동차 매거진》. 2018년 11월 2일에 확인함.
4. 1 2  “조현준 시대 본격 개막…젊어진 효성 어떤 청사진 내놓을까”.
5. 1 2  “효성 3세 경영 개막… 조현준 회장 취임”.
6. 1 2  “조현준 효성그룹 회장 취임...3세 경영 개막”.
7. ↑  “[대한민국 100대 CEO] 조현준 효성 회장 | 스판덱스 앞세워 1조 클럽 달성”. 《mk.co.kr》. 2018년 11월 3일에 확인함.
8. ↑  “효성, `1조클럽` 등극…조현준 리더십 탄력”. 《mk.co.kr》. 2018년 11월 3일에 확인함.
9. ↑  “공정위, 효성 조현준 회장 '총수 사익편취' 첫 검찰 고발”. 2018년 4월 3일. 2019년 12월 21일에 확인함.